# Rudolf Weiss
Pour les articles homonymes, voir Weiss.
Rudolf Weiss, né le 31 mai 1899 à Berlin et mort le 22 février 1945 à Lieberose était un homme politique allemand du NSDAP. Il a été membre de la SS et fut promu au grade de Brigadeführer (général) en 1939. Weiss, qui siégeait au Reichstag, fut aussi SS- und Polizeiführer (chef des SS et de la police).